# Giovanni Lanza
Giovanni Lanza, ( Vienale, Pijemont, 15. veljače 1810. — Rim, 9. ožujka 1882.), bio je talijanski političar.
Lanza je završio medicinu u Torinu a kasnije je radio kao liječnik u svom rodnom gradu. Izabran je 1948. za zastupnika u Sardinijskom zastupničkom domu, u kojem je ubrzo imao veliki utjecaj. Pošto je nekoliko godina bio predsjednik zastupničkog doma, postaje ministar prosvjete u vladi Camilla di Cavoura a zatim i ministar financija 1858. 
U nekoliko sljedećih vlada, Lanza je obnašao dužnost; ili ministra financija, ili ministra prosvjete ili pak ministra unutarnjih poslova. Potonju funkciju obnašao je u vladi Alfonsa La Marmore od rujna 1864 do kolovoza 1865., kada je odigrao značajnu ulogu u prenošenju funkcija glavnog grada iz Torina u Firencu. Kasnije je bio ponovo predsjednik zastupničkog doma. U prosincu 1869. dobio je zadatak formiranja nove vlade, u kojoj je sam obnašao dužnost premijera i ministra unutarnjih poslova.
Tijekom njegovog premijereskog mandata, 1871. godine, Rim postaje glavni grad Italije. Koalicija stastavljena od desnice i krajnje lijevice svrgnula je u lipnju 1873. Lanzinu vladu, tako da se njegove aktivnosti ograničavaju samo na zastupnički dom. Lanza je bio jedan od liberalno-konzervativnih političara iz Cavourove škole, kojoj je jedinistvo Italije bilo ispred svega ostalog poput osobnih i stranačkih interesa.